# Alaria crispa
Espèce
Alaria crispa est une espèce d'algues brunes de la famille des Alariaceae. On la trouve dans le Pacifique Nord, de la Colombie-Britannique, au Canada, jusqu'aux îles Kouriles, en passant par l'Alaska et les îles Aléoutiennes. 